# فرودگاه دادال
فرودگاه دادال (انگلیسی: Dadal Airport) یک فرودگاه در کشور مغولستان است. این فرودگاه در شهر دادال، مرکز استان خنتی قرار دارد و دارای یک باند ۱۴/۳۲ آسفالت نشده ۱۶۰۰ متر × ۴۰ متر (۵۲۴۹ فوت × ۱۳۱ فوت) است.